# El gran incendio (cuento de Ray Bradbury)
El gran incendio (título original en inglés: The Great Fire) es un cuento del escritor estadounidense Ray Bradbury publicado originalmente en la revista Seventeen en marzo de 1949.
Fue incluido en sus antologías de cuentos Las doradas manzanas del sol (1953), Twice 22 (1966) y The Stories of Ray Bradbury	 (1980).

## Argumento
Marianne está de visita en casa de sus tíos y está enamorada. La actitud de Marianne causa molestias entre la familia, acrecentándose con el paso de los días. Nace en ellos el deseo de que finalmente se case, aunque un importante detalle les ha pasado desapercibido a todos, menos a la abuela.